# Katedra Aparatów Elektrycznych Politechniki Łódzkiej
Katedra Aparatów Elektrycznych Politechniki Łódzkiej – jedna z katedr Wydziału Elektrotechniki, Elektroniki, Informatyki i Automatyki Politechniki Łódzkiej, jednostka naukowa wyspecjalizowana w zakresie aparatów elektrycznych. Jej pracownicy i zespoły badawcze opracowały wiele nowatorskich rozwiązań w dziedzinie aparatów elektrycznych.

## Historia Katedry
Początki Katedry Aparatów Elektrycznych sięgają roku 1945, kiedy wraz z utworzeniem Politechniki Łódzkiej powstała Katedra Elektroenergetyki mająca w swej strukturze Pracownię /Zespół Przyrządów Rozdzielczych, podlegającą później kolejnym transformacjom rozwojowym w latach:
- 1949 – przekształcenie Zespołu w Zakład Przyrządów Rozdzielczych,
- 1957 – przekształcenie Zakładu w Katedrę Aparatów Elektrycznych,
- 1970 – włączenie Katedry w skład Instytutu Transformatorów, Maszyn i Aparatów Elektrycznych ITMA, jako Zespołu Dydaktycznego Aparatów Elektrycznych, z wyodrębnionymi do celów naukowych dwoma zespołami naukowo-problemowymi: Łączników Zestykowych oraz Niezawodności i Metod Badań Łączników, a także Ośrodkiem Modelowania (1972) zapoczątkowującym późniejszy rozwój bazy komputerowej przeznaczonej do ogólnowydziałowych celów dydaktycznych i własnych celów naukowych,
- 1982 – przekształcenie Zespołu w Zakład Aparatów Elektrycznych (wskutek wprowadzenia w Instytucie struktury zakładowej),
- 1985 – wyodrębnienie Zakładu z ITMA jako samodzielnego Instytutu Aparatów Elektrycznych,
- 2007 – przekształcenie Instytutu Aparatów Elektrycznych w Katedrę Aparatów Elektrycznych w obecnej postaci (wskutek zmian strukturalnych Wydziału i uwarunkowań formalno-prawnych).

We wszystkich ww. przypadkach infrastruktura jednostki to jednolity zespół dydaktyczny realizujący funkcje edukacyjne oraz zespoły naukowo – problemowe o charakterze zadaniowym – realizujące funkcje naukowo-badawcze i wdrożeniowe oraz współpracę z przemysłem.
Przemianom strukturalnym towarzyszył rozwój bazy naukowej i technicznej, realizowany zawsze przy silnym wsparciu przemysłu.
1945 – 1956: tworzenie, specjalistycznej bazy laboratoryjnej do celów edukacyjnych i naukowych oraz prac dla przemysłu, w tym (1956) uruchomienie pierwszych w Polsce zwarciowni generatorowych prądu stałego i przemiennego nn.

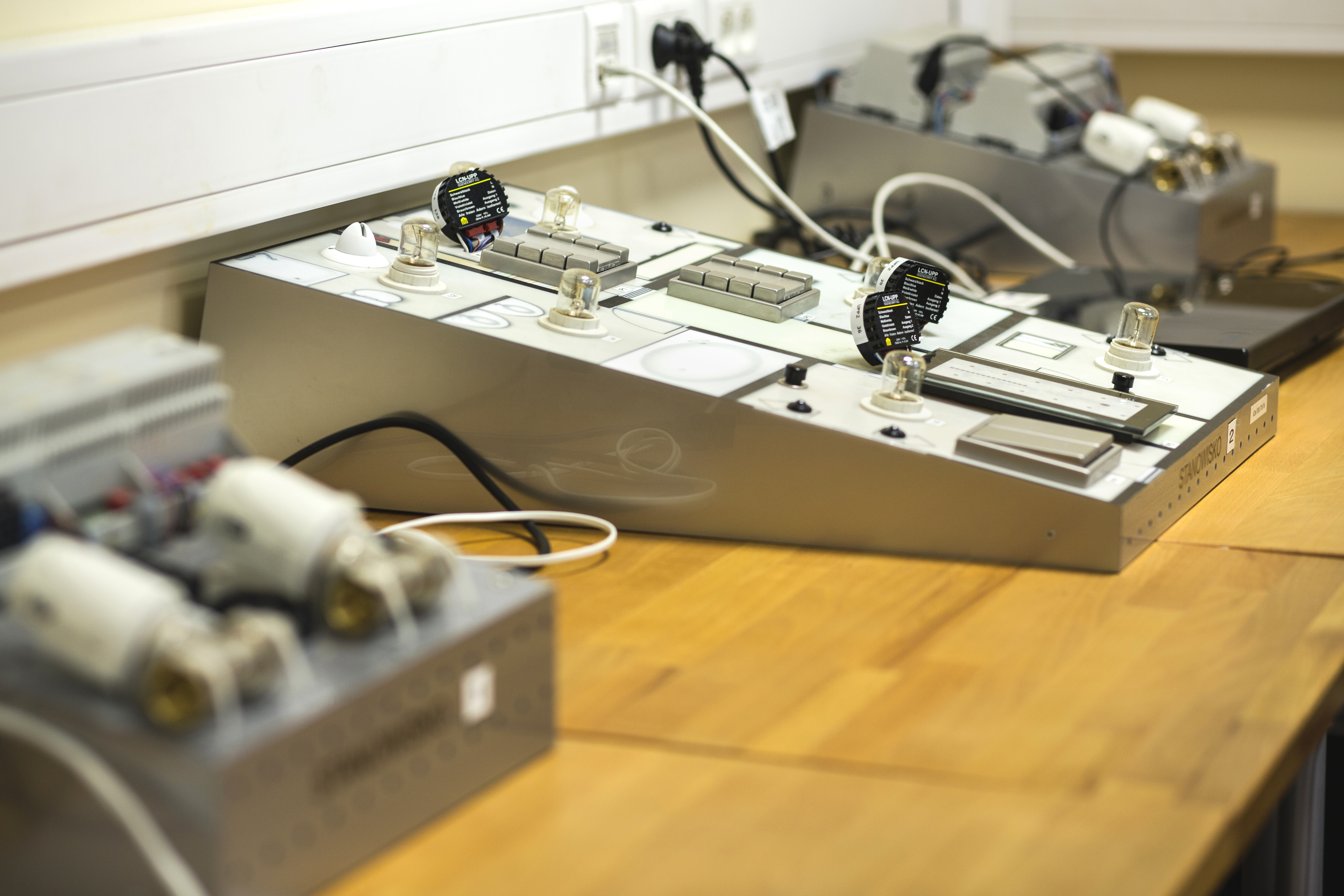
Stanowisko dydaktyczne w laboratorium systemów automatyki budynkowej w Katedrze Aparatów Elektrycznych PŁ

- 1969 – podwojenie pierwotnej bazy lokalowej Katedry o powierzchnie w nowym budynku (obecnie A11)
- 1977 – uruchomienie pierwszego laboratorium komputerowego
- 1986 – oddanie do użytku nowego budynku laboratoryjnego Instytutu (obecnie A12)
- 1986 – 1988: kompleksowa przebudowa i modernizacja bazy laboratoryjnej Instytutu (A12), w tym laboratoriów dużej mocy i laboratoriów badań aparatów,
- 1988 – 1992: kompleksowa modernizacja i rozbudowa laboratoriów komputerowych Instytutu (A11),
- 2005 – 2007: modernizacja laboratoriów silnoprądowych – budowa wysokonapięciowego laboratorium trakcyjnego AC 25/15 kV / 50 Hz dla kolei dużych prędkości,
- 2008 – 2013: utworzenie i rozbudowa zintegrowanego zespołu laboratoriów HMS/BMS 5),
- 2011 – 2013: modernizacja laboratoriów komputerowych Katedry (A11),

Kierujący jednostką (Kierownicy odpowiednio: Pracowni / Zespołu / Zakładu / Katedry, Dyrektorzy Instytutu):
- prof. inż. Stanisław Dzierzbicki (1945–1980) – twórca łódzkiej szkoły aparatów elektrycznych, współtwórca Politechniki Łódzkiej[2]
- prof. dr hab. inż. Bolesław Bolanowski (1982–1986)[3]
- dr hab. inż. Marek Bartosik, prof. PŁ (1986–2011)[4]
- prof. dr hab. inż. Piotr Borkowski (od 2011)[5]

## Działalność naukowa, wdrożeniowa i edukacyjna Katedry

### Potencjał badawczy Katedry

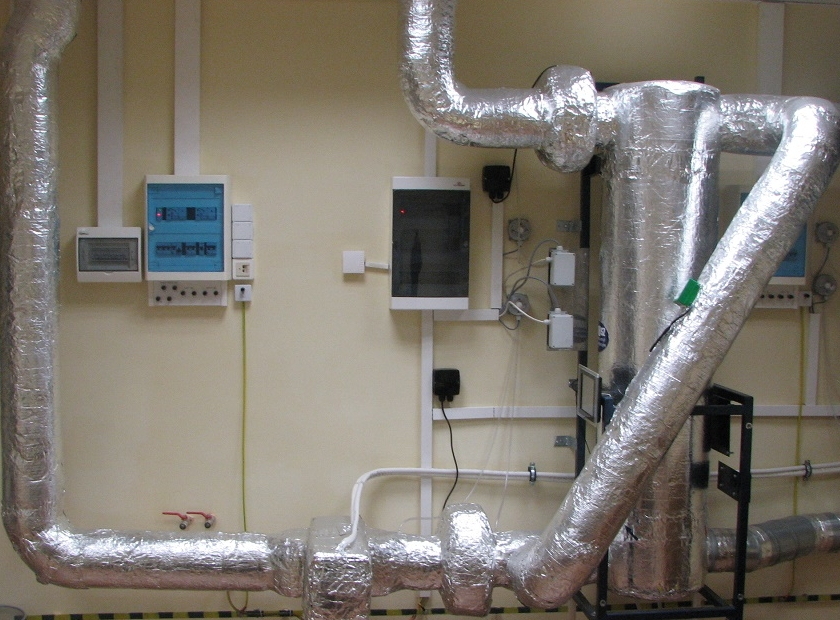
Stanowisko badawcze systemów HVAC w Katedrze Aparatów Elektrycznych

Katedra Aparatów Elektrycznych dysponuje zespołem silnoprądowych laboratoriów badawczych dla trakcji elektrycznej prądu stałego i przemiennego, wysokiego i niskiego napięcia, wyposażonych w nowoczesny sprzęt pomiarowo – kontrolny (m.in. w superszybką kamerę cyfrową do 250 000 kadrów/s, oscyloskop 3 GHz i inny wysokospecjalizowany sprzęt pomiarowy do rejestracji przebiegów dynamicznych), umożliwiający badania konstruktorskie, przedprzemysłowe i przemysłowe aparatów i rozdzielnic trakcyjnych, unikatowe badania szybkozmiennych zjawisk łączeniowych, badania właściwości elektrycznych materiałów stykowych dla szerokiego zakresu zastosowań.
1. Trzy laboratoria zwarciowe prądu stałego, w tym:
| 1.1. L. z. dla trakcji kolejowej: napięcie znamionowe Un = 3 kV, zakres regulacji 1,8 kV ÷ 4,2 kV; moc znamionowa Sn = 3,3 MVA; spodziewany prąd zwarciowy Isp = 25 kA.                  |
| 1.2. L. z. dla trakcji miejskiej: napięcie znamionowe Un = 0,8 kV, zakres regulacji 0,6 kV ÷ 1,2 kV; moc znamionowa Sn = 1 MVA; spodziewany prąd zwarciowy Isp = 50 kA.                  |
| 1.3. L. z. kondensatorowe: napięcie znamionowe Un = 4 kV, zakres regulacji napięcia: 0,6 kV ÷ 8 kV; energia znamionowa kondensatorów Wc = 56 kJ; maksymalny prąd wyładowczy Isp = 50 kA. |

2. Dwa laboratoria prądu przemiennego, w tym:
| 2.1. Trójfazowe laboratorium zwarciowe niskiego napięcia: napięcie znamionowe Un = 0,6 kV, zakres regulacji 0,2 kV ÷ 0,6 kV; moc znamionowa Sn = 3 × 0,5 MVA; spodziewany prąd zwarciowy Isp = 40 kA. |
| 2.2. Trójfazowe laboratorium wysokiego napięcia: napięcie znamionowe Un = 3 × 15 kV lub 3 × 25 kV, 50 Hz, zakres regulacji napięcia: ± 15%; moc znamionowa Sn = 2 MVA.                                |

Katedra Aparatów Elektrycznych dysponuje obecnie trzema laboratoriami systemów automatyki budynkowej (HMS/BMS) wykonanymi w różnych technologiach np. KNX, LCN. Laboratoria te są wyposażone w indywidualne skomputeryzowane stanowiska naukowo-dydaktyczne pozwalające na interaktywną pracę w czasie rzeczywistym z poszczególnymi elementami automatyki budynkowej, sterującymi różnymi procesami np. HVAC, strefy dostępu.

### Baza informatyczna Katedry

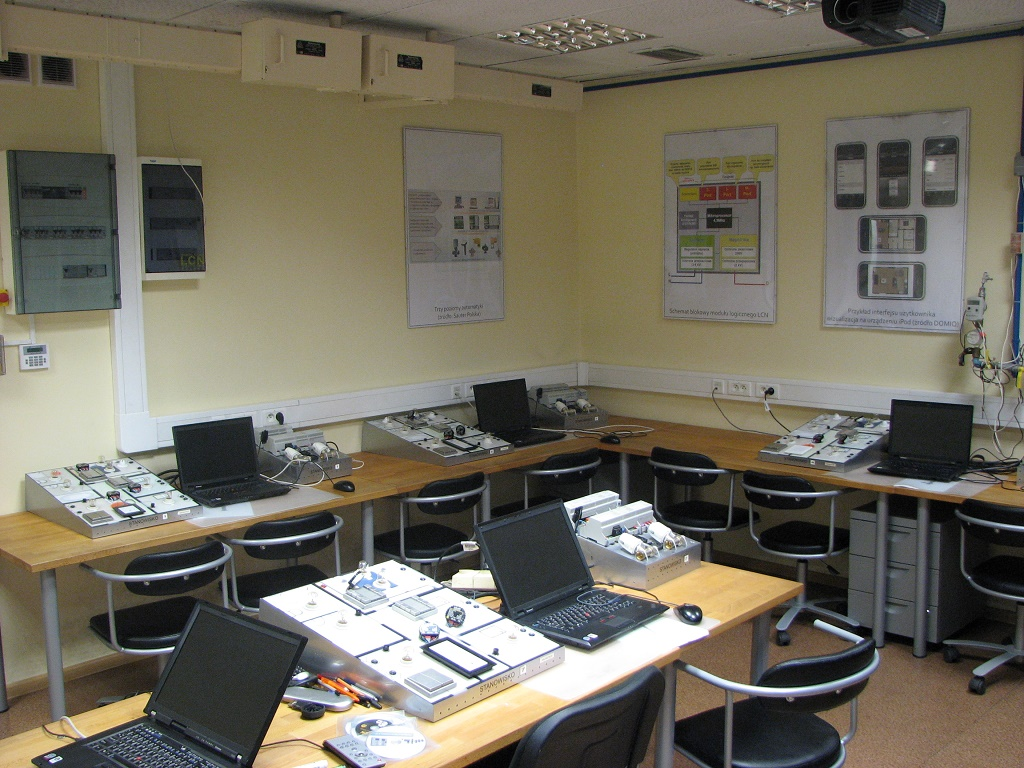
Laboratorium Systemów Zarządzania Budynkiem, w Katedrze Aparatów Elektrycznych

Katedra Aparatów Elektrycznych dysponuje trzema laboratoriami dydaktycznymi wyposażonymi w 60 stanowisk komputerowych w sieci lokalnej. Baza komputerowa zawiera również sześć serwerów obliczeniowych do symulacji zjawisk łączeniowych w aparatach elektrycznych oraz pól elektromagnetycznych przy użyciu własnych lub komercyjnych pakietów np. ANSYS, Fluent.
Prace naukowe i dydaktyczne związane z informatyką znajdują się w zakresie zainteresowań obecnej Katedry Aparatów Elektrycznych od wczesnych lat 70., kiedy to utworzony w 1972 roku Ośrodek Modelowania został decyzją władz Wydziału organizacyjnie włączony w strukturę ówczesnego Instytutu Transformatorów Maszyn i Aparatów Elektrycznych i ulokowany w Zespole Dydaktycznym Aparatów Elektrycznych, a w wyniku dalszych procesów rozwojowych włączony w skład utworzonego 1 września 1977 roku Laboratorium Technik Minikomputerowych. Laboratorium to, systematycznie rozbudowywane po utworzeniu Zakładu Aparatów Elektrycznych oraz po powołaniu z dniem 1 stycznia 1985 r. Instytutu Aparatów Elektrycznych, zostało w dniu 1 grudnia 1986 r. przekształcone w Zespół Laboratoriów Komputerowych ZL I, stanowiący obecną komputerową bazę dydaktyczną i naukową pracującą także na rzecz całego Wydziału. Doświadczenia KAE w tym zakresie sięgają więc ponad 40 lat.
Do 1989 roku główną bazę techniczną laboratoriów komputerowych stanowił wielodostępny system MERA 400, nieuchronnie zmierzający do śmierci technicznej. Od 1987 roku rozpoczęto realizację długofalowego planu modernizacji laboratoriów, finansowanego w zakresie 2-letniego Jednostkowego Programu Badawczo – Rozwojowego JPBR/1/89 Nowe Metody Projektowania i Badań Aparatów Elektrycznych, trzech przedsięwzięć z zakresu RZL i D-P oraz dotacji MEN, co umożliwiło zastąpienie starego systemu dwoma systemami sieciowymi wykorzystującymi komputery klasy PC-AT/XT, przystosowanymi do pracy wielodostępnej z programami wymagającymi obszarów pamięci powyżej 1 MB. Jedna z tych sieci została przeznaczona dla celów dydaktycznych. Łącznie laboratoria Katedry dysponowały bazą 52 komputerów z wszechstronnym wyposażeniem i oprogramowaniem.
W latach 2011–2013 przeprowadzono kolejną głęboką modernizację laboratoriów komputerowych, sukcesywnie wprowadzając do eksploatacji komputery z nowym wyposażeniem i oprogramowaniem.

### Główna problematyka badawcza

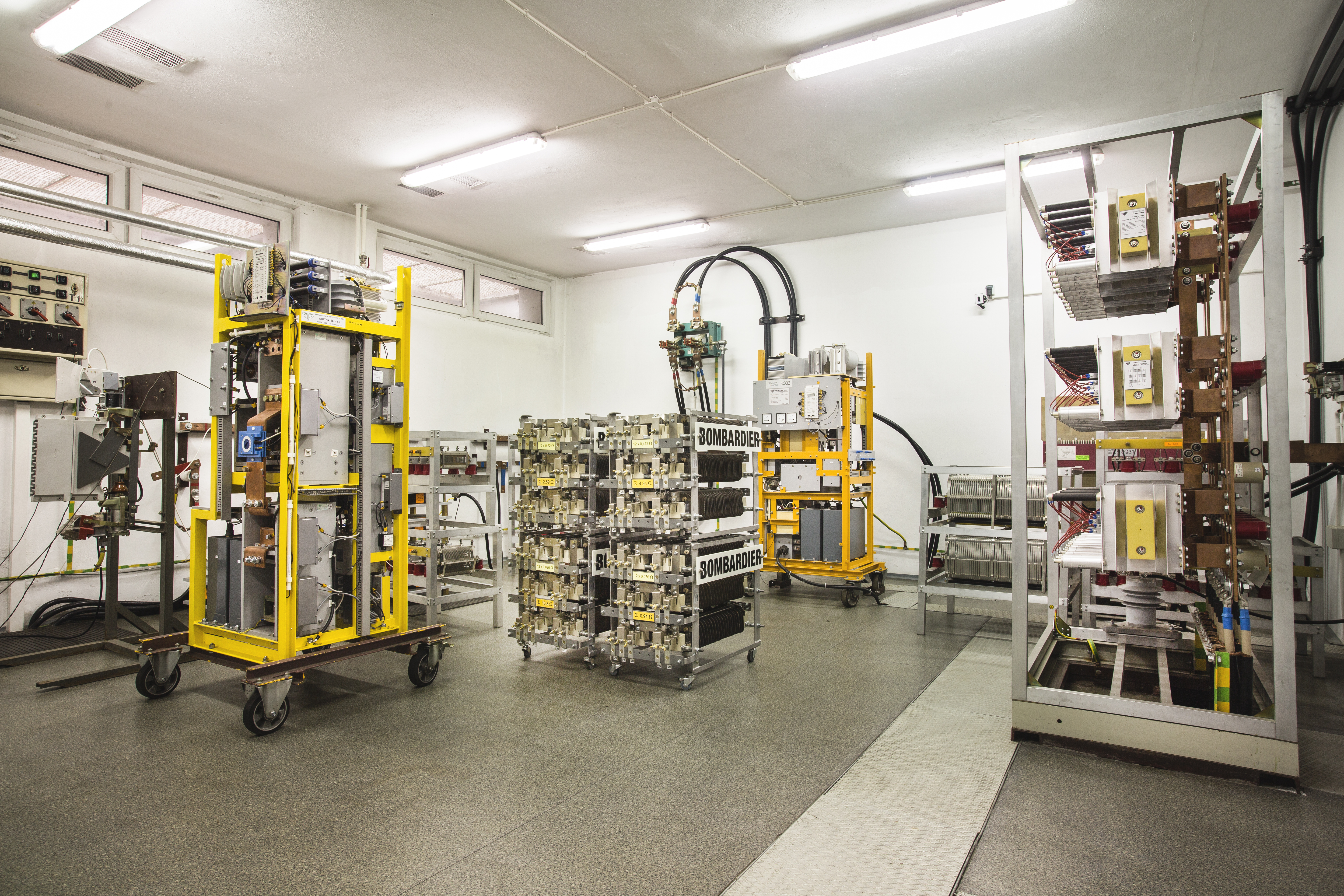
Trakcyjne laboratoria zwarciowe w Katedrze Aparatów Elektrycznych PŁ

- Zjawiska w aparatach elektrycznych
- Nowe urządzenia łączeniowe
- Zastosowania informatyki w nauce i gospodarce
- Efektywności energetyczna inteligentnych budynków ze zintegrowanymi systemami HMS/BMS

### Szczegółowe kierunki badań
- Ultraszybkie wyłączniki prądu stałego i przemiennego oraz ograniczniki przepięć
- Energooszczędne układy i urządzenia zasobnikowe do użytkowania energii elektrycznej
- Zjawiska w zestykach elektrycznych
- Elektrodynamika aparatów elektrycznych
- Inteligentne systemy automatyki budynkowej
- Pozyskiwanie wiedzy z dużych zasobów informacyjnych

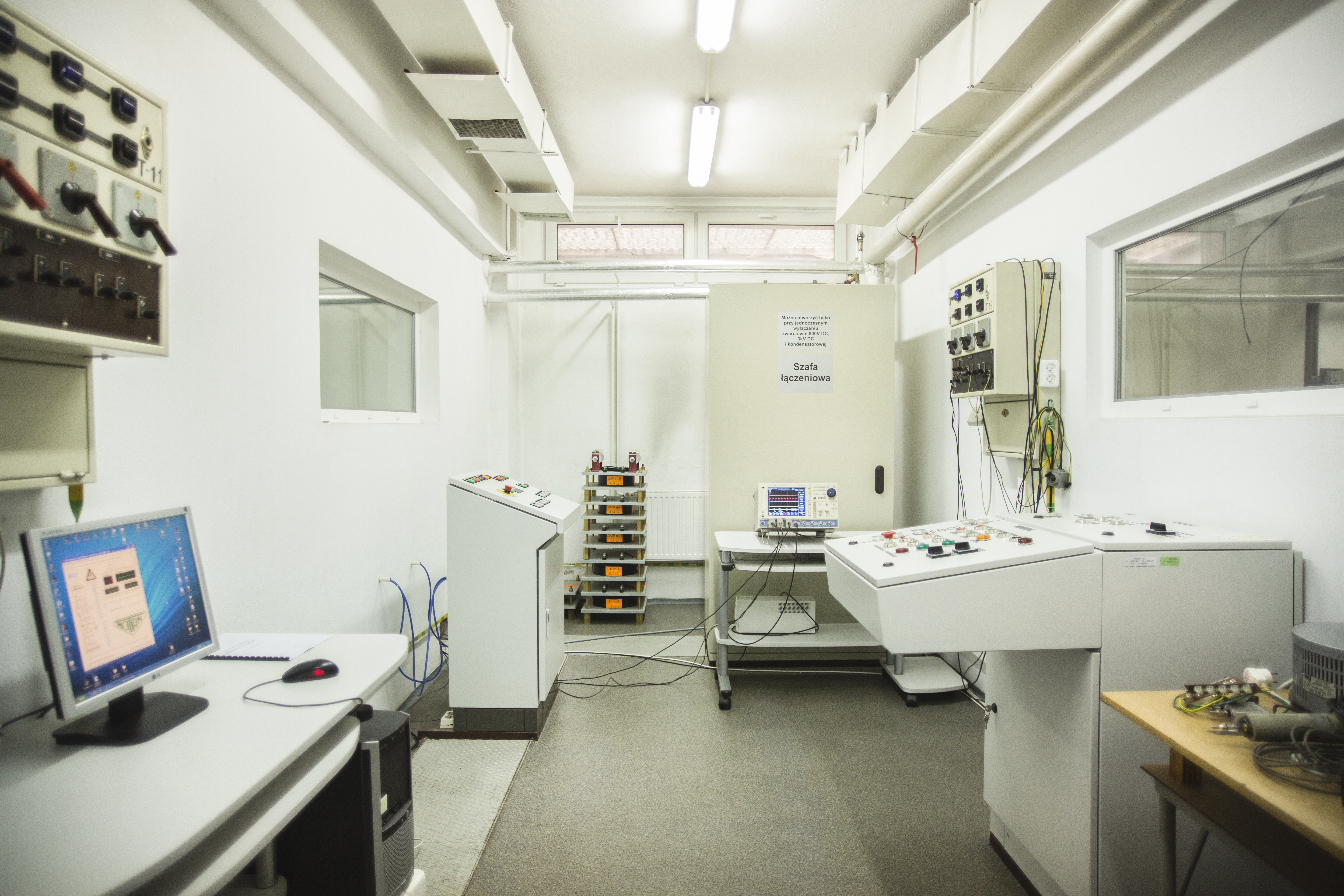
Sterownia laboratoriów trakcyjnych w Katedrze Aparatów Elektrycznych PŁ

Tematyka badań podstawowych: teoria zjawisk łączeniowych i zestykowych, wyłączanie w próżni prądów stałych, wyłączanie synchronizowane prądów przemiennych, komputerowa symulacja oddziaływań elektromagnetycznych w urządzeniach elektrycznych, komputerowe wspomaganie projektowania aparatów, warystory z tlenków metali.
Tematyka badań stosowanych: nowe metody ograniczania prądów zwarciowych i przepięć łączeniowych, hiperszybkie wyłączanie prądów stałych, ultraszybkie wyłączniki prądu stałego i przemiennego; zestykowe, półprzewodnikowe i hybrydowe urządzenia łączeniowe, ultraszybkie napędy wyłączników; materiały stykowe; badania aparatów i rozdzielnic niskonapięciowych.

### Współpraca z przemysłem
Katedra od początku swego istnienia współpracowała ściśle z przemysłem w rozwiązywaniu problemów naukowo-badawczych. Zaowocowało to opracowaniem wielu opatentowanych wynalazków, wdrożeń i innych rozwiązań użytkowych.
Inną formą współpracy z przemysłem była realizacja studiów sponsorowanych, na których kształcono kadrę inżynierską dla firm sponsorujących:
1. ZAE Elester S.A. w Łodzi
2. Apator S.A. w Toruniu

## Osiągnięcia KAE w dziedzinie ultraszybkich wyłączników trakcyjnych
W Katedrze jest realizowany wieloletni cykl badawczy i wdrożeniowy w zakresie synchronizowanego wyłączania silnych prądów przemiennych, wyłączania silnych prądów stałych w próżni za pomocą przeciwprądu, przejmowania takich prądów z zestyków w powietrzu i w próżni za pomocą sterowalnego elementu półprzewodnikowego oraz metod ograniczania wysokoenergetycznych przepięć łączeniowych.

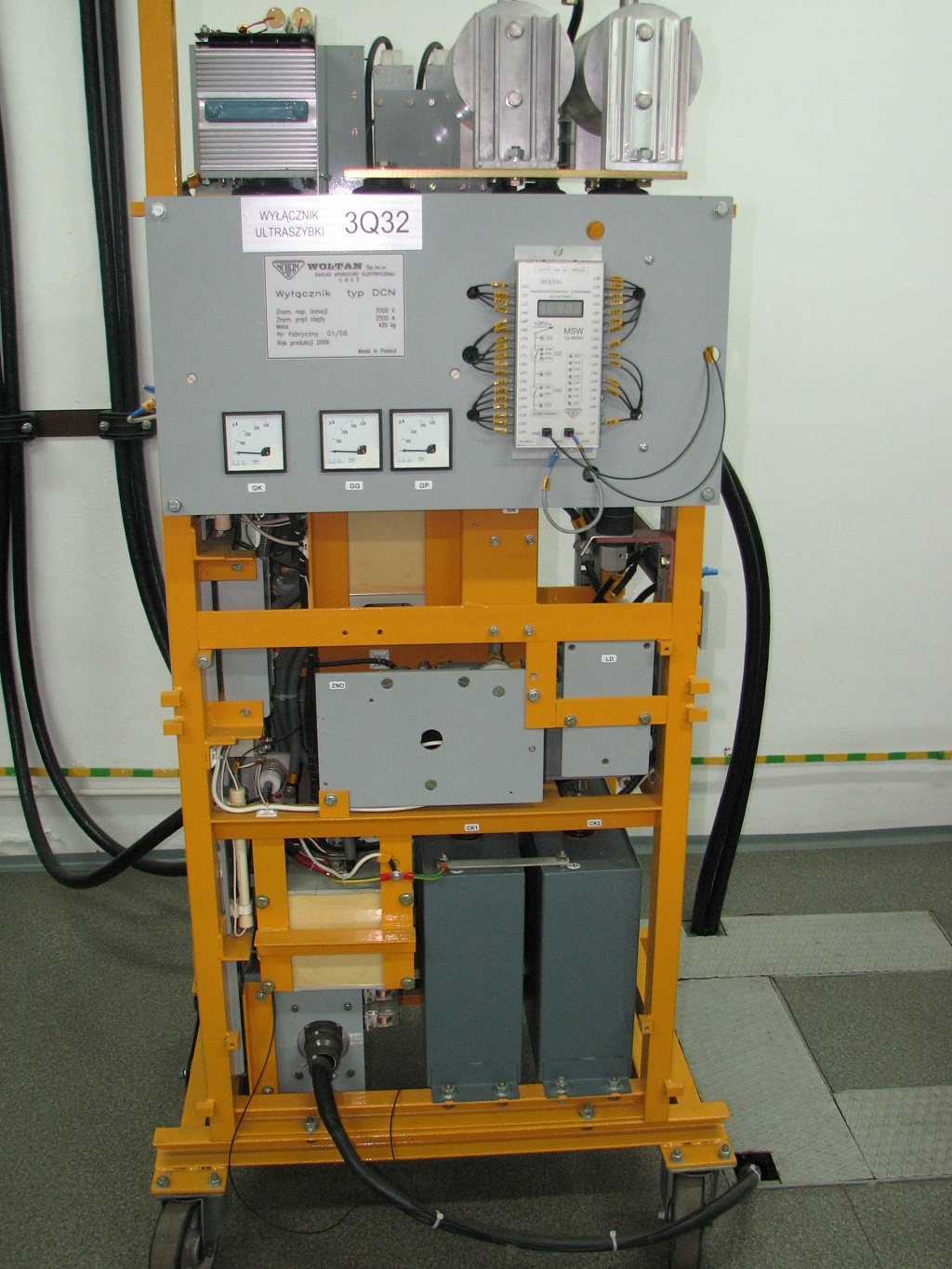
Stanowisko najszybszego na świecie wyłącznika trakcyjnego (rozwiązanie opatentowane przez Katedrę Aparatów Elektrycznych)

Stworzone zostały teoretyczne i eksperymentalne podstawy ultraszybkiego i hiperszybkiego wyłączania zwarciowych prądów stałych oraz synchronizowanego wyłączania zwarciowych prądów przemiennych. Badania mają ważne znaczenie aplikacyjne. Wyniki prac pozwoliły na opracowanie nowych zasad budowy i działania ultraszybkich i hiperszybkich wyłączników prądu stałego oraz synchronizowanych ultraszybkich wyłączników prądu przemiennego, przeznaczonych dla trakcji elektrycznej.
Na licencjach PŁ KAE wdrożono do produkcji nową generację ultraszybkich wyłączników DC prądu stałego, przeznaczonych dla podstacji i pojazdów trakcji kolejowej i miejskiej (łącznie typoszereg 16 wielkości zróżnicowanych napięciowo i prądowo). Są to najszybciej działające i najskuteczniej ograniczające prądy zwarciowe wyłączniki trakcyjne. Nie mają obecnie odpowiedników konstrukcyjnych na rynkach światowych.
Przygotowano do produkcji nową generację wysokonapięciowych, synchronizowanych, próżniowych wyłączników ultraszybkich SVB prądu przemiennego (25/15 kV, 50/60/16,7 Hz) dla podstacji i pojazdów Kolei Dużych Prędkości, a także uniwersalnych (AC/DC) ultraszybkich wyłączników próżniowych DWT przeznaczonych dla wielosystemowych pojazdów trakcji kolejowej, pracujących w systemach AC o częstotliwościach 50, 60 Hz lub 16,7 Hz, albo przy DC. Zamrożenie realizacji programu Kolei Dużych Prędkości w Polsce i brak krajowych perspektyw rynkowych spowodowały przejściowe zawieszenie prac wdrożeniowych nad SVB oraz DWT.
Wszystkie ww. wyłączniki mają parametry nieosiągalne dla klasycznych wyłączników trakcyjnych. Ta supernowoczesna technika ma coraz większe znaczenie dla rozwoju trakcji elektrycznej kolejowej i miejskiej oraz ew. innych rodzajów urządzeń (trakcja górnicza, metro, urządzenia przemysłowe etc.).
Wszystkie wyłączniki zostały wdrożone poprzez projekty badawcze wspierane finansowo przez Ministra właściwego ds. nauki (KBN, później MNiI, MNiSW, NCBIR), a w przypadku wyłączników SVB także przez Ministra Gospodarki (Program Wieloletni PW004).
Światowe i krajowe kręgi specjalistów bardzo wysoko oceniają tę najnowocześniejszą obecnie w skali światowej technikę ultraszybkiego wyłączania silnych prądów. Twórcy wyłączników serii DC i SVB oraz DWT uzyskali kilkadziesiąt nagród i wyróżnień międzynarodowych i krajowych, w tym:
- 12 Złotych Medali z Wyróżnieniem na międzynarodowych wystawach wynalazczości i targach (1996–2014),
- Nagrodę Gospodarczą Prezydenta RP (2000),
- trzy nagrody Ministrów Królestwa Belgii: Administracji i Spraw Publicznych (2001), Ministra Nauki, Nowych Technologii i Współpracy z Zagranicą Rządu Walonii (2007), Wicepremiera – Ministra Zatrudnienia i Równości Szans (2009),
- siedem nagród i pucharów Ministra właściwego ds. Nauki RP (1996, 1999, 2002, 2003, 2008, 2010, 2011),
- Nagrodę Ministra Edukacji Narodowej RP (1998),
- trzy nagrody Ministra Gospodarki RP (1998, 2002, 2007),
- Nagrodę SIEMENSA (2002),
- Wielki Medal Honorowy Stowarzyszenia Wynalazców i Producentów Francji (2002),
- Nagrodę gospodarczą Wojewody Łódzkiego (2008),

a nadto kilkadziesiąt zespołowych i indywidualnych odznaczeń, medali, nagród i wyróżnień.

## Kształcenie – kierunki i problematyka

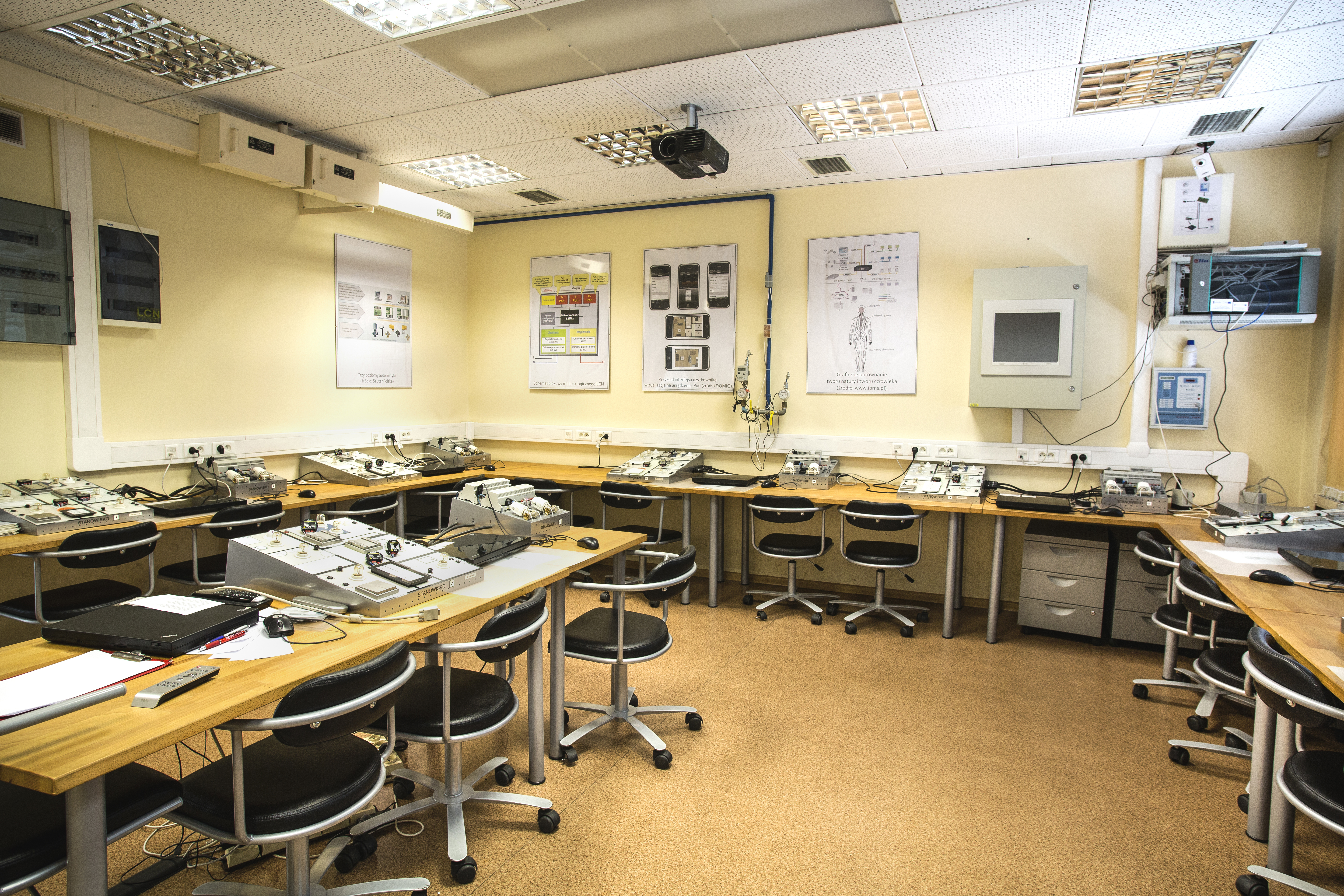
Laboratorium systemów automatyki budynkowej w Katedrze Aparatów Elektrycznych PŁ

Pracownicy Katedry prowadzą zajęcia dydaktyczne na 7 kierunkach:
Elektrotechnika, Energetyka, Informatyka, Systemy Sterowania Inteligentnymi Budynkami, Inżynieria Bezpieczeństwa Pracy, Mechatronika, Transport,.
Problematyka prowadzonych zajęć obejmuje:
- budowę, działanie i projektowanie aparatów i urządzeń elektrycznych,
- wykorzystanie profesjonalnych programów komputerowych do rozwiązywania problemów inżynierii urządzeń elektrycznych,
- teorię budowy i zagadnienia eksploatacji zestykowych, półprzewodnikowych i hybrydowych urządzeń łączeniowych oraz wybrane aspekty projektowania urządzeń ochrony środowiska,
- zastosowania technologii informacyjnych, podstawowe problemy podstaw programowania, tworzenie algorytmów i struktur danych,
- problematykę wykorzystania wybranych systemów operacyjnych,
- problemy integracji systemów zarządzania budynkiem HMS/BMS (Home/Building Management Systems),

Studencki ruch naukowy: Przy Katedrze Aparatów Elektrycznych od 2006 roku funkcjonuje studenckie koło naukowe SPUŁ.

## Naukowcy i twórcy Katedry
- prof. dr hab. inż. Bolesław Bolanowski
- prof. dr hab. Piotr Borkowski
- prof. Stanisław Dzierzbicki
- prof. dr hab. Zbigniew Kołaciński
- prof. dr hab. inż. Witold Tarczyński
- prof. dr hab. inż. Eugeniusz Walczuk
- dr hab. inż. Marek Bartosik, prof. PŁ
- dr hab. inż. Zdzisław Tarociński, prof. PŁ
- dr hab. inż. Franciszek Wójcik